# 品秩
品秩（ひんちつ）は、東アジアにおける官僚制の中で官階の高低に応じて俸禄の多寡を区分する方式である。歴代中華王朝がまず採用し、後に朝鮮半島や日本などにも伝えられて採用された。転じて単に「位階と俸禄」の総称にもなった。品位（ほんい）とも。

## 歴史

### 中国

#### 周代
周では官爵を九等に分け、「九命」と称した。任官の儀制は「九儀」または「九儀之命」と別称される。田地を領する者には俸禄が与えられ、高官の俸禄は下級官僚の約20倍から30倍、諸侯の俸禄は高官の約10倍となった。

#### 漢代
漢代に入ると品秩は俸禄の石数に応じて区分されるのが標準となった。ただしその数字は俸禄収入を真に反映したものとは言えず、おおまかに等級を区分したものであった。
漢代の官職では三公が中央における最高栄誉職であり、一万石を与えられた。九卿がこれに次ぎ、二千石を与えられた。太守（郡首長）も二千石、県令や大県の首長が一千石、県長（小県の首長）が四百石または三百石、各郡県を監察する刺史が六百石を与えられた。同時に、優れた業績を挙げたことにより、官階が昇進することなく給与が昇給された官吏もいた。

#### 三国時代
魏が九品官人法を施行すると、漢代までの官階の高低に応じて定められていた方式と並行して用いられた。その後徐々に入れ替わり、九品官人法が官品採用の標準として用いられるようになった。

#### 南北朝時代
西魏の恭帝3年正月（556年2月）に九命之典を作り、それまでの九品を九命と改め、第一品を九命、第九品を一命とした。九品にはそれぞれ正従の別があり、続く北周の制度では毎命の前に正命が加えられると共に、『周礼』に基づいて六官（天官冢宰・地官司徒・春官宗伯・夏官司馬・秋官司寇・冬官司空）が置かれた。

#### 隋唐
隋が成立すると北周六官と九命制が廃され、三省六部が置かれて九品制に復した。続く唐の官制は流内官と流外官に分かれ、流内官は九品三十階の中にある職官として、流外官は九品の外にある職官とされた。

### 日本
大宝律令が施行された後、唐の九品三十階制度を元にしたものが律令制における官位方式とされた。親王・内親王は九位三十階の外に置かれ、品位として一品から四品の階が与えられ、正従上下の別は設けられなかった。日本では散官は設けられなかったため、官品が直接官銜の一部分を為した。五位以下の職官は役職や任地に応じて内位（京中）、外位（諸国）に分けられた。内位八位以上は朝廷からの勅を受けて授けられ、初位以下・外位八位以下は太政官から判給された。この他、征夷大将軍などの令外官は一定の官品を持たなかった。